# Christina Milian
Christina Flores (Jersey City, Nueva Jersey; 26 de septiembre de 1981), conocida artísticamente como Christina Milian, es una actriz, cantante, compositora, modelo y productora discográfica estadounidense. Como cantante ha sido donde más éxito comercial ha conseguido, logrando una nominación a los Grammy en el apartado Mejor Álbum de R&B Contemporáneo con su segundo álbum de estudio It's About Time, de 2004. El primer sencillo de ese álbum, «Dip It Low», fue un éxito en las listas y acabó siendo nominado a Mejor Colaboración de Rap en los Premios Grammy de 2005.
Actualmente se encuentra como conductora de tras escenas en el programa de cazatalentos musicales The Voice.

## Biografía
Christina Milian nació en el seno de una familia, por parte de sus padres, emigrantes de Cuba. Además es cantautora, bailarina, anfitriona de televisión y escritora. Actualmente ha realizado tres álbumes de estudio y un recopilatorio. Además ha logrado tener 4 sencillos en los Top 5 (y también un sencillo con otro artista en los Top 10) en el Reino Unido así como en el resto de Europa y Norteamérica. En su faceta como actriz protagonizó en 2003 la película Love Don’t Cost A Thing junto a Nick Cannon. También apareció como la cantante Linda Moon en la producción “Be Cool”, y apareció en 2006 en la película de terror Pulse. Los medios han llevado su vida pública a interesantes vueltas vinculándola con Nick Cannon, Eric West y el productor Dr.Dre.

### Orígenes
Cristina nació en Jersey City, Nueva Jersey, de padres cubanos, su padre Don y su madre Carmen y sus 2 jóvenes hermanas, Danielle y Elizabeth. Después de su nacimiento su familia se mudó a Waldorf, Maryland, y ahí fue donde se relacionó con la carrera del entretenimiento con tan solo 4 años. Milian participó en comerciales de la famosa cadena de comida rápida Wendy's y Honeycomb y encabezó el musical Annie antes de mudarse a los 13 años a Los Ángeles para perseguir su carrera teatral; su padre se negó a mudarse con el resto de su familia y al poco tiempo él y su madre se divorciaron. Actualmente su madre es su mánager. Además Milian habla inglés y español.
En 2001 Milian vuelve a la escena con el sencillo “AM to PM” de su primer álbum homónimo, el tema se volvió un éxito mundial alcanzado el Top 5 del Reino Unido y Dinamarca y el Top 10 en los Países Bajos, el Top 40 en la lista Billboard Hot 100 de Estados Unidos y Australia. El éxito de “AM to PM” chispeó el lanzamiento del álbum “Christina Milian” a nivel internacional, excepto en los Estados Unidos. El segundo sencillo “When You Look at Me” fue otro éxito a nivel internacional alcanzando los Top 5 en el Reino Unido, los Países Bajos e Irlanda y alcanzó el Top 40 en Dinamarca, Alemania, Australia y Francia. Aunque hubo un tercer vídeo musical del álbum llamado “Get Away” (con otra colaboración de Ja Rule) fue filmado en París, pero nunca salió un sencillo oficial.
Más adelante Milian colaboraría en un nuevo tema de nombre “It’s All Gravy” con el cantante británico Romeo del grupo “So Solid Crew”. Mientras la canción se convirtió en un éxito en el Reino Unido entrando al Top 10 en 2002, un año después Milian colaboró con la canción “Call Me Beep Me” para la nueva serie de Disney Channel Kim Possible.

### 2003-2005: Nueva imagen y popularidad
En el 2003, Milian inició la grabación de las canciones de lo que sería su segundo álbum, y el primero en Estados Unidos, con Rodney “Darkchild” Jerkins, Bloodshy & Avant y Cory Rooney, el álbum se tituló It's About Time (el título es una referencia directa al largo tiempo que se tomó para el lanzamiento de su primer álbum en su país). El álbum salió el 13 de julio de 2004 a la venta, siendo muy bien aceptado por la crítica, pero falló cuando el álbum comenzó a recibir poco éxito comercial cuando este debutó en el puesto #21 en el Reino Unido y #14 en el Top Billboard 200 álbum, las ventas sobrepasaron las 36.000 copias en el primer fin de semana solamente. Cuando “It's About Time” concluyó su subida con una deslucida cifra de tan solos 385.000 copias vendidas en los Estados Unidos, el álbum ganó resalto cuando fue nominado a un Premio Grammy como “Mejor Álbum de R&B Contemporáneo” en el 2005.
El primer sencillo de este álbum fue "Dip It Low" (escrito por la cantante Teedra Moses y el productor de los Black Eyed Peas, Poli Paul) sin embargo, Milian hizo de este tema su más grande hit hasta la fecha cuando fue nombrado el #1 en la lista de éxitos bailables del mundo (compilando datos de los Estados Unidos, Reino Unido, Alemania, Japón, Italia y Austria) simultáneamente en las listas de éxitos más importantes de cada país Milian llegó a ocupar el lugar #2 en Reino Unido, #5 en Estados Unidos, #7 en Nueva Zelanda y en los Top 20 en Alemania, Suiza, Irlanda, Noruega y los Países Bajos. El segundo sencillo “Whatever U Want” (con Joe Budden) falló en comparación a su antecesor, pero también logró alcanzar el Top 10 en Reino Unido y logró entrar a la lista de éxitos Billboard Hot 100.

### 2006-2007
Christina Milian lanza su tercer álbum de estudio So Amazin' el 16 de mayo de 2006. Mientras Milian trabajo la mayor parte con Cool & Dre en la mayoría de la producción del álbum, el proyecto fue finalizado con la ayuda adicional de Rich Harrison y los ejecutivos de producción Jay-Z y LA Reid. El primer sencillo del disco Say I junto al rapero Young Jeezy fue lanzado en marzo de 2006 con un video y el CD sencillo. El tema llegó a ser el #1 más bajado en iTunes de Reino Unido y la #1 en AOL Music, pero en la lista de éxitos solo logró alcanzar un éxito moderado teniendo la posición #21 en los Estados Unidos, la #4 en Reino Unido y #45 en Australia.
So Amazin' solo llegó a ocupar el puesto #11 en la lista de éxitos Billboard 200 y teniendo menos ventas a nivel internacional ocupando solo el puesto #65 en Reino Unido. El segundo sencillo elegido del álbum fue “Gonna Tell Everybody” pero Island Def Jam no estuvo de acuerdo en grabar un video de este tema alegando que la aparición del nuevo libro de Milian se encargaría de la promoción de este nuevo sencillo. En junio de 2006 los representantes de Milian anunciaron la separación de Milian con el sello disquero Island Def Jam Record alegando “Diferencias Creativas”-aunque las decepcionantes ventas de su último álbum hacen creer en otro factor, el álbum solo ha vendido 500 000 copias a nivel mundial (100 000 solo en Estados Unidos).
El 22 de noviembre de 2006 Milian lanza su primer álbum recopilatorio titulado Best Of Christina Milian. El álbum fue realizado bajo la disquera Universal International. Milian en MySpace declaró que, a principios de 2007, comenzó a grabar su nuevo álbum.

### 2008: Elope
Su primer y único lanzamiento con Myspace Records fue el sencillo "Us Against The World" que no tuvo demasiado éxito. El disco en el que iba a ser incluido este tema, "Elope" (antes "Dream In Color") no fue lanzado.
Empezó una relación con The Dream (productor de grandes éxitos como "Umbrella" y "Single Ladies") y fichó por el sello de él, Radio Killa. De esas grabaciones se filtraron muchas canciones, entre ellas "Zipper" favorita de los fanes. La escandalosa ruptura entre ambos acabó con todo el proyecto.
Hace algunos meses se anunció su fichaje por Young Money Entertainment relacionándole como pareja con Drake y Lil' Wayne.

## Otros proyectos

### Carrera como actriz
El primer rol significante de Milian fue de reportera en el programa Movie Surfers de Disney Channel en 1998 proyectándose como Tyna Flores. Mientras cumplía este rol como reportera, ella hizo apariciones en las películas Bichos y American Pie y en apariciones en las series de televisión Charmed, Clueless, Get Real, The Amanda Show y The Steve Harvey Show.
En el 2002 Milian fue seleccionada como la anfitriona del programa de televisión Wannabes de MTV. En un episodio de Wannabes al reunirse con el director Joseph Kahn este le sugirió que hiciese la audición para un rol en la película Torque en la cual estaría participando Ice Cube, finalmente consiguiendo el papel. Luego en el 2003 audiciona para un papel protagonista en la comedia romántica Love don't cost a thing, resultando elegida. En el 2005 trabaja en la película "Man of The House” junto Tommy Lee Jones y “Be Cool” junto a John Travolta y Uma Thurman, el film de horror Pulse protagonizada por Kristen Bell. Luego en 2007 aparece como invitada especial en el episodio Action de la serie Smallville. Su más reciente aparición es como protagonista en "2009 Bring It On: Fight to the Finish". En el 2006 fue también nombrada como la #10 entre las 100 mujeres más calientes de la revista para hombres Maxim.
También aparece en el video del sencillo promocional “A Public Affair” de su amiga Jessica Simpson, y junto a Eva Longoria, Christina Applegate, Maria Menounos, Ryan Seacrest y Andy Dick.
Actualmente se encuentra trabajando como corresponsal de redes sociales del programa de televisión "The Voice". Milian se encarga de entrevistar a los concursantes y a los jueces e informar a través de Twitter del transcurso del programa.
Ella apareció como Carmen Méndez, amiga del jugador del videojuego de carreras de Electronic Arts Need For Speed Undercover.

### Carrera como escritora
El 8 de diciembre de 2006, E! News anunció que Milian está escribiendo otro libro. Actualmente es escritora de 2 libros que van dirigidos a las jóvenes adolescentes. Ella estuvo declarando que ella quiere que sus fanes mujeres vayan a sus espectáculos, pero a pasarlo sano y encontrar un camino para ser felices. Aún no hay fecha del lanzamiento de este libro.

## Vida personal
Estuvo casada con el rapero The-Dream desde 2009 hasta 2011. Tuvieron una hija, Violet, nacida el 26 de febrero de 2010. En la actualidad, Milian mantiene una relación con el cantante francés M. Pokora desde 2017. En julio de 2019, confirmó que estaba embarazada por segunda vez. El 20 de enero de 2020 dio a luz a su segundo hijo, un varón llamado Isaiah. El 23 de abril de 2021 le dio la bienvenida a su tercer hijo, Kenna Pokora Millian.

## Molestias y racismo
Christina comentó en una entrevista con Sci-Fi Channel que sus experiencias mientras filmaba Pulse en Bucarest (Rumania) no fueron muy buenas. "Yo me esperaba un verano emocionante y relajante, ya que además tenía que filmar una película"´ afirmó Milian. "Tengo que reconocer que me encontré con algunas personas que fueron muy amigables y atentas. Pero la mayoría eran bastante desagradables", declaró Christine. "Había muchísimos perros callejeros. Más de los que he visto en cualquier ciudad. Uno de ellos me dio mucha pena, era tan solo un cachorrito y estaba completamente desorientado. Nos hicimos amigos de él y le dábamos de comer y beber. Pero al poco tiempo se los llevaron porque el Gobierno estaba llevando a cabo una acción muy desoladora, al menos para mi. Ejecutaron más de 70.000 perros callejeros", declararon Milian y su compañera de reparto, Kristen Bell. "Además, la versión rumana de un mar Negro paradisíaco no encajaba para nada. El agua estaba muy sucia, asquerosa, y llena de basura. Fue desagradable. Y la comida no fue muy gustosa. No quiero parecer muy humanos señalándome con el dedo y riéndose de mí mientras me gritaban: "¡Negra! ¡Negra!". Al principio sentí una gran ira hacia todos los rumanos en general, pero luego pensé que debería concederles el derecho de la duda a toda la demás gente rumana, porque en cada país hay gente mejor que otra y gente peor que otra, aunque en diferentes cantidades. Lo único que sé es que desde ese viaje valoro mucho el hecho de estar en tu hogar con tus seres queridos. Es una experiencia que me gustaría olvidar cuanto antes", finalizó Flores. "Cuando llegué a California, en el aeropuerto de Los Ángeles, sentí una dicha inmensa".[cita requerida]

### Filantropía
El 6 de agosto de 2005 Milian fue copresentadora en El Reinado en el Teatro Geral W. Lynch en la ciudad de Nueva York junto con el actor y cantante Eric West, el evento fue designado para niños pobres en 2003 para el recaudo de fondos y dar conciencia de la lucha contra el sida/VIH indicando formas de prevención para hombres, mujeres y niños que viven con sida o VIH, así como trabajo también para la Fundación Aire Fresco para continuar con la ayuda de niños y familias de bajos recursos. Milian y West fueron premiados con el Premio de Logro Destacados por su labor humanitaria.
Milian recientemente estuvo vendiendo objetos personales en eBay, comenzando así a rumorearse que ella está en bancarrota después de haber roto su contrato con el sello discográfico que la representaba. Sin embargo Milian aclaró que ella vendía esas cosas para donar el dinero recaudado para la caridad.

## Discografía

### Álbumes
- Christina Milian (2001) #23 UK
- It's About Time (2004) #14 US, #21 UK
- So Amazin' (2006)  #11 US, #67 UK
- Best Of Christina Milian (2006)
- Nuevo álbum sin fecha

### Sencillos
| Año  | Canción                            | Posiciones en lista | Posiciones en lista | Posiciones en lista | Posiciones en lista | Posiciones en lista | Álbum            |
| Año  | Canción                            | US Hot 100          | US R&B/Hip-Hop      | UK Singles          | ARIA                | CAN Singles         | Álbum            |
| ---- | ---------------------------------- | ------------------- | ------------------- | ------------------- | ------------------- | ------------------- | ---------------- |
| 2000 | "Between Me & You" (con Ja Rule)   | #11                 | #5                  | #26                 | —                   | #8                  | Rule 3:36        |
| 2001 | "AM To PM"                         | #27                 | #58                 | #3                  | #24                 | #1                  | Christina Milian |
| 2002 | "When You Look At Me"              | —                   | —                   | #3                  | #7                  | #14                 | Christina Milian |
| 2002 | "Get Away"                         | —                   | —                   | —                   | —                   | —                   | Christina Milian |
| 2002 | "It's All Gravy" (con Romeo)       | —                   | —                   | #9                  | —                   | #63                 | Solid Love       |
| 2002 | "The Answer" (con S-Word)          | —                   | —                   | —                   | —                   | #98                 | One Piece        |
| 2004 | "Dip It Low" (con Fabolous)        | #5                  | #16                 | #2                  | #31                 | #1                  | It's About Time  |
| 2004 | "Whatever U Want" (con Joe Budden) | #100                | #91                 | #9                  | —                   | #26                 | It's About Time  |
| 2006 | "Say I" (con Young Jeezy)          | #21                 | #13                 | #4                  | #45                 | —                   | So Amazin'       |
| 2008 | "Us Against The World"             | —                   | —                   | —                   | —                   | —                   |                  |